# Katzenbiß (Adelsgeschlecht)

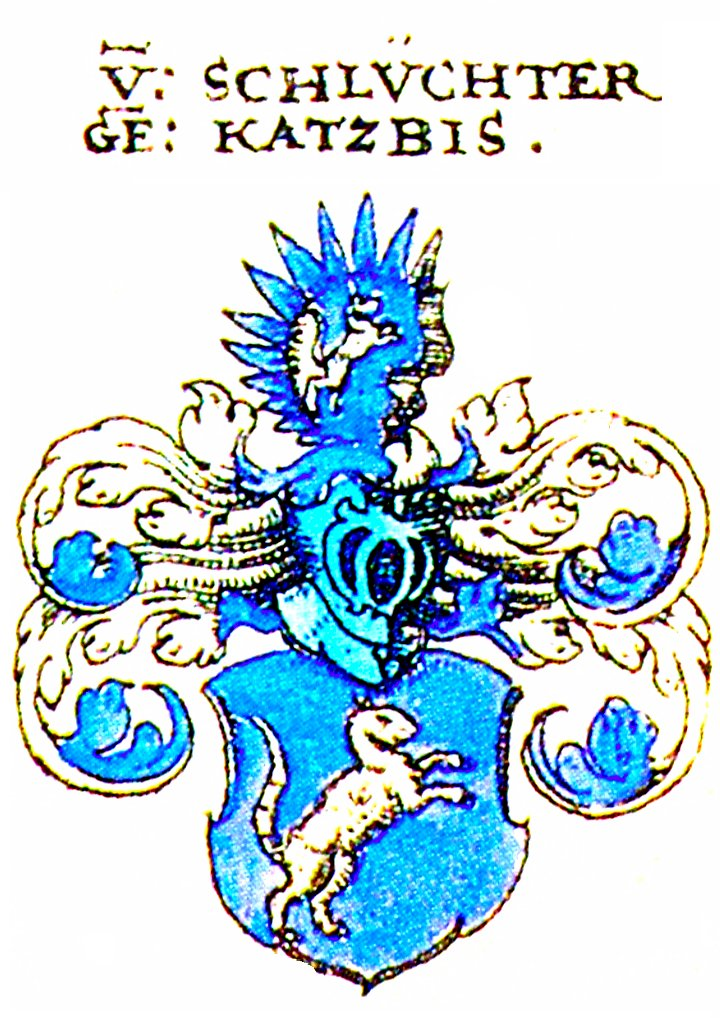
Wappen der von Schlüchter(n) genannt Katz(en)biss in Johann Siebmachers Wappenbuch von 1605

Die Katzenbiß, später auch Schlüchter(n) genannt Katzenbiß, ist der Name eines Adelsgeschlechts, das in Schlüchtern und dessen Umgebung begütert war. 

## Geschichte
Die Herren Katzenbiß, erstmals 1305 urkundlich erwähnt, waren sehr wahrscheinlich aus der Ministerialität zum Niederadel aufgestiegen und bezeichneten sich meist als Edelknechte. Es sind unter anderem die Schreibvarianten Kodebuz, Kadebuss, Kadebüss und Katzinbiss belegt. Der Familienname wurde dahingehend zu erklären versucht, dass der Träger des Übernamens sich geschmeidig wie eine Katze anschleichen und unerbittlich zugreifen konnte. Eine Nebenlinie der Familie nannte sich von Bobenhausen / von Babenhausen und gehörte zum Niederadel in der Herrschaft und späteren Grafschaft Hanau. 1435 verpflichtete sich Herman von Babinhausen gen. Katzenbiß, das Frommers Gut, das Witzel Ulner und seine Frau von seinem verstorbenen Vetter Heintz Marborn für 15 Gulden versetzt bekommen haben, binnen sieben Jahren nicht einzulösen.
Aus der Familie stammte Hartmann Katzenbiß, 1335 kurzzeitig als Hartmann II. Abt des Klosters Schlüchtern. Die Familien Katzenbiß, Schlüchtern, Lauter und wohl auch Gils(a) bestimmten denn auch mit ihren edelgeborenen Söhnen die Geschicke der Abtei. Herrn Hans Katzenbiß' Tochter Elisabetha Katzenbiß heiratete Fritz von Hutten auf Burg Steckelberg bei Schlüchtern, der um 1342 lebte und die Steckelberger Hauptlinie derer von Hutten fortführte. Sie gebar ihm zwei Söhne und Tochter. Ihr Nachfahre in sechster Generation ist der bekannte Dichter Ulrich von Hutten (1488–1523). Tamburga geb. Katzenbiss († 1354) heiratete den Ritter Frowin von Hutten (1310–1377). Ihr Grab ist im Kloster Schlüchtern in der Katharinenkapelle erhalten. In der Kreuzgangkappelle von Kloster Schlüchtern war auch die Stelle des Grabsteins von Hans Katzenbiß gen. Mörle und seiner Frau. Der Stein des Hans von Schlüchtern gen. Katzenbiß und Frau 1480, Schlüchtern zeigt in der Umschrift An(n)o · d(omi)ni · m cccc · l xxx · der · erber · und · veste · hans · vo(n) · sluchter · de(m) · got gnade · und · amely · sy(n) · eliche · husfrawe · ey(ne) · tzobelyn · der ) · got · gn(ade). übersetzt: Im Jahre des Herrn 1480 der ehrbare und feste Hans von Schlüchtern, dem Gott gnade, und Amely, seine eheliche Hausfrau, eine Zobelin [von Guttenberg]. Der dargestellte Ritter hat als väterliches Wappen allerdings ein zweiteiliges gotisches Kirchenfenster, wie es die alten von Schlüchtern als Ministerialen des Klosters Schlüchtern führten. Dies stimmt nicht mit dem Wappen der von Schlüchter genant Katzbiß in Johann Siebmachers Wappenbuch von 1605 und im hessischen Wappenbuch von um 1625 überein, das eine Katze darstellt und das Stammwappen der alten Katzenbiß war. Der Stein wurde 1836 von Philipp Lotich gesichert und im Kreuzgang am Ausgang zum Innenhof aufgestellt.
1361 verbürgen Dietzel Mulich und Ulrich Katzenbiß (Dyecel Mulich und Ulrich Katzzenbiz, edele knechte) dem Kloster Schlüchtern den ungestörten Besitz erkaufter Güter zu Breitenbach. 1364 verkauften Konrad, Henne und Sanne Katzenbiss (Conrad Kaczenbys, Hen Kaczenbis und Sanne Konrads und Hennen mutter) ihr kleines Gut zum Gombfritz an Hans von Schlüchtern.
Am 16. Dezember 1369 stellte der Edelknecht Walther Kadebuss an Hanau eine Urfehde aus und gelobte darin, sich auf Erfordern zu Hanau im Schloss zu stellen. Die Urkunde besiegelten die Edelknechte Kuntze Kadebuss und Henne von Iasspach. Am 5. November 1384 schlossen Abt Wilhelm I. von Schlüchtern, Ritter Friedrich von Hutten, hanauischer Amtmann zu Steinau, Lotz von Hutten der Ältere, Ludwig von Hutten, hanauischer Amtmann zu Schwarzenfels und Henne Kaczenbisz, Gebrüder Henne und Ulrich Hohelin, Ulrich von Hutten, Herte von Schlüchtern und Götz Feyer ein Schutzbündnis mit Ulrich V. von Hanau, der damals noch unter Vormundschaft seines künftigen Schwiegervaters, Gottfried VIII. von Ziegenhain, stand.
Zwischen 1439 und 1446 ging die Familie Katzenbiß in der Familie von Schlüchtern auf, die erstmals 1220 mit dem Ritter Ludwig von Schlüchtern in einer Zeugenreihe für das Kloster genannt wurde, und nannten sich nun von Schlüchtern genannt Katzenbiß. Schon 1437 verkaufte Herte von Schlüchtern, genannt Kazenbiß, mit Zustimmung seiner Vettern gleichen Namens dem Abt seine sämtlichen Besitzungen, Rechte und Einfünfte zu Elma. Sanna Katzenbiß war mit Henne von Schlüchtern verheiratet. 1439 verkaufte sie als Witwe mit Wissen ihrer Kinder dem Kloster Güter zu Hintersteinau. Für sie besiegelte ihr Bruder Hans Katzenbiß die Urkunde, für die von Schlüchtern tat dies Herte von Schlüchtern. 1446 werden Johann und Bernhard von Schlüchtern genannt Katzenbiß urkundlich erwähnt.
Kurt von Schlüchtern genannt Katzenbiß wurde 1447 als erster des Lehens zu Ulfa genannt. 1450 fiel Ulfa mit Erbfall von Grafschaft Ziegenhain und Grafschaft Nidda an den hessischen Landgrafen Ludwig I. Die Ulfaer Güter erhielt 1458 dann Ulrich I. von Schlüchtern genannt Katzenbiß, der Sohn des Kurt von Schlüchtern, als vererbliches Mannlehen. Bei dessen Tod 1498 wurde eine Urkunde ausgestellt, dass das Lehen der landgräflichen Güter in Ulfa an die Gebrüder Sittich und Ulrich II. von Schlüchtern genannt Catzenbiß überging. 1515 wurde ein Wechsel im Katzenbißschen Lehensbesitz vollzogen: Das Ulfaer Lehen ging auf Ulrich II. von Schlüchtern genannt Katzenbiß allein über. Sein Bruder Sittich wurde im Lehensbrief nicht mehr genannt, aber auch nicht als tot bezeichnet. 1517 verkaufte Ulrich von Schlüchter genannt Katzenbiß einen Burgsitz mit Namen einen Hof zu Steinau an der Straße und fünf Güter im Niedern-Dorf an seinen Schwager Philipp von Eberstein.
1548 wurde ein Prozess gegen Christoph von Schlüchtern gen. Katzenbiss geführt, wegen Misshandlung und Beraubung eines Seilers aus Alsfeld.
1551 bat Christoph von Schlüchtern gen. Katzenbiß, der Sohn von Ulrich II., dass der Rentmeister zu Nidda die Äcker und Wiesen von seinem Lehen zu Eschenrod, welches er wiederum an die Eschenröder weitergegeben habe, Stück für Stück aufliste, damit es dem Landgrafen nicht zu Schaden komme, denn er wisse nicht „wie viel Zahl oder Morgen Land jeder Acker und Wiese habe“. Er unterzeichnet den Brief mit Christoffel von Schlüchter zu Ulfa. 1568 wurde das bestehende Mannlehen für Christoff von Schlüchtern, genannt Catzenbiß, im bisherigen Umfang bestätigt. Mit gleicher Urkunde wird ihm auch das Lehen über den Zehenden zu Ringeshausen mit seiner Zugehörung, ein Höffchen zu Rabertshausen, dann ein Guth, das Eschenröder Guth genannt als erbliches Mannlehen bestätigt. Zu dieser Zeit war er schon ein älterer Mann, weshalb sein Sohn Cunradt (Konrad) 1568 seinen Vater vertrat, als er den Lehensbrief unter gleichem Datum bestätigt. Um 1575 wurde für Juncker Catzenbiß ein Verzeichnis über die jährlichen Erträge aus den hessischen Catzenbeisischen Lehen erstellt. 1582 fiel das Ulfaer Catzenbeiß-Lehen durch Tod und mangels Erben an den hessischen Landgrafen heim. Für 1592–1593 ist noch die Witwe Dorothea von Schlüchtern gen. Katzenbiß belegt, die sich bei ihrem Schwiegersohn Milchling aufhielt.

## Wappen

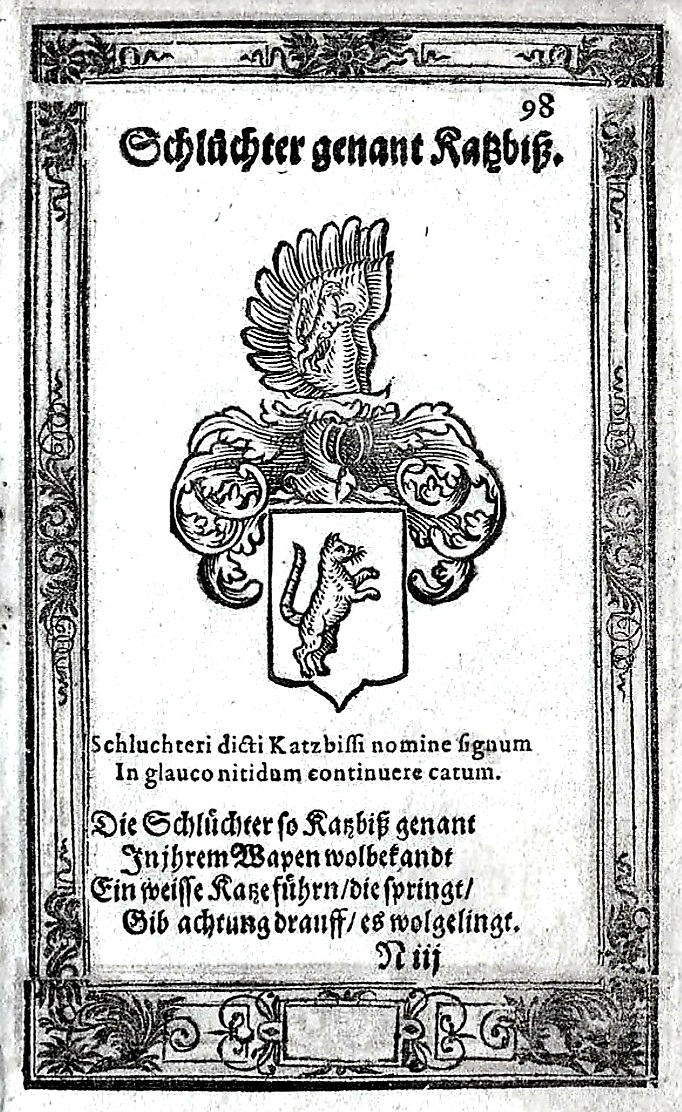
Wappen der Schlüchter genant Katzbiß, Hessisches Wappenbuch, um 1625

Das redende Wappen der Katzenbiß bzw. nachher derer von Schlüchtern gen. Katzenbiß zeigt in Blau eine aufspringende silberne Katze. Auf dem Helm mit blau-silbernen Helmdecken wiederholt sich das Wappentier auf einem geschlossenen blauen Flug.